# ソフトボール男子日本代表
ソフトボール男子日本代表（そふとぼーるにっぽんだいひょう、そふとぼーるにほんだいひょう）は、日本ソフトボール協会による男子ソフトボールのナショナルチームである。
世界選手権/ワールドカップには第1回大会より参加、当初は実業団チームが日本代表として参加していたが1976年の第4回大会からナショナルチームで参加しており準優勝が最高成績である。

## 過去の成績
世界選手権/ワールドカップ
- 1966年 - 7位
- 1968年 - 10位
- 1972年 - 6位
- 1976年 - 5位
- 1980年 - 7位
- 1984年 - GS敗退
- 1988年 - 5位
- 1992年 - 4位
- 1996年 - 3位
- 2000年 - 準優勝
- 2004年 - 6位
- 2009年 - 6位
- 2013年 - 6位
- 2015年 - 6位
- 2017年 - 6位
- 2019年 - 準優勝
- 2022年 - 7位